# História de A Igreja de Jesus Cristo dos Santos dos Últimos Dias
A história de A Igreja de Jesus Cristo dos Santos dos Últimos Dias (frequentemente referida como Igreja Mórmon) é normalmente dividida em três períodos principais: (1) O início da história durante a vida de Joseph Smith, Jr., que está em comum com todas as denominações oriundas do Movimento dos Santos dos Últimos Dias; (2) a era dos Pioneiros mórmons, sob a liderança de Brigham Young e os seus sucessores do século XIX, que dirigiram os santos dos últimos dias para o Oeste dos Estados Unidos; (3) a era moderna, por volta do início do século XX, como o fim da prática da poligamia.
A Igreja de Jesus Cristo dos Santos dos Últimos Dias tem suas origens nas regiões ocidentais de Nova York, onde Joseph Smith Jr., restaurador do Movimento dos Santos dos Últimos Dias, nasceu e cresceu. Joseph Smith traduziu o Livro de Mórmon no final da década de 1820, ser uma tradução de palavras encontradas em um conjunto de placas de ouro que tinham sido enterradas perto de sua casa no oeste de Nova York por um profeta contemporâneo dos indígenas americanos. Em 6 de abril de 1830, no oeste de Nova York, Smith organizou uma entidade religiosa, sendo a primeira igreja jurídica, chamada "A Igreja de Cristo". A igreja ganhou rapidamente numerosos membros, visto que Smith era seu profeta. O corpo principal da igreja, foi para Kirtland, Ohio, no início dos anos 1830, depois para Missouri, em 1838, onde ocorreu a Guerra Mórmon com outros colonos do Missouri, culminando com a expulsão dos mórmons que viviam na região. A expulsão dos mórmons que viviam no Missouri ocorreu sob uma Ordem de Extermínio assinado pelo governador do Missouri. Após saírem do Missouri, os Santos dos Últimos Dias, liderados por Joseph Smith, construíram a cidade de Nauvoo, estado de Illinois, perto do local onde Smith foi assassinado. Após a morte de Joseph Smith Jr., em 1844, uma crise de sucessão se seguiu, e a maioria dos mórmons optaram por seguir e aceitar o Quórum dos Doze Apóstolos, liderados por Brigham Young, como o corpo principal da igreja.
Após, as dificuldades continuaram e a perseguição em Illinois se acentuaram. Brigham Young deixou Nauvoo em 1846, seguido pelos milhares de santos dos últimos dias, os pioneiros mórmons. O grupo se ramificou em um esforço pioneiro e formaram um grande estado, que passou a ser chamado de Deseret, eventualmente, abrangendo colônias do Canadá ao atual México. Brigham Young estabeleceu a prática do casamento plural, uma forma de poligamia. Por volta de 1857, teve novamente uma escalada das tensões entre os mórmons e outros americanos, em grande parte como resultado dos ensinamentos da Igreja sobre a poligamia e a teocracia. A Guerra de Utah (1857-1858) resultou na invasão relativamente pacífica de Utah, pelo Exército dos Estados Unidos. Após a invasão, os pioneiros mórmons concordaram em renunciar todo o poder político sobre o estado e aceitaram serem governador por um governador não-mórmon, Alfred Cumming. No entanto, a Igreja SUD ainda exercia o poder político significativo no Território de Utah como parte de um governo-sombra. Mesmo com a morte de Brigham Young, em 1877, na Casa de Leão, a prática da poligamia permaneceu, apesar da oposição do Congresso dos Estados Unidos. Após as tensões com o governo americano, em 1890, a igreja abandonou oficialmente a prática pública da poligamia nos Estados Unidos e, finalmente, parou de executar casamentos poligâmicos após um segundo manifesto em 1904. Eventualmente, a igreja adotou uma política de excomungar os membros encontrados praticando a poligamia e, hoje, procura ativamente se distanciar de grupos "fundamentalistas" que continuam a praticar a poligamia.
Durante o século XX, a igreja cresceu substancialmente e tornou-se uma organização internacional. Distanciando-se da poligamia, a Igreja começou a envolver, em primeiro lugar com a cultura americana, e depois com as culturas internacionais, particularmente a cultura de países da América Latina, através do envio de milhares de missionários em todo o mundo. A igreja tornou-se um campeão forte e público da monogamia e da família nuclear, e, por vezes, desempenhou um papel proeminente em assuntos políticos. Entre as mudanças oficiais para a organização durante a área moderna, a ordenação de homens negros ao sacerdócio em 1978 foi a de maior destaque,  revertendo uma política originalmente instituído por Brigham Young. A igreja tem também periodicamente alterado a sua cerimônia nos templos, gradualmente, omitindo alguns elementos controversos. Há também variações periódicas na estrutura e organização da igreja, principalmente para acomodar o crescimento da organização e aumentar a presença internacional.

## História inicial
Joseph Smith traduziu o Livro de Mórmon no final da década de 1820, que ele traduziu as palavras encontradas em um conjunto de placas de ouro que tinham sido enterradas perto de sua casa no oeste de Nova York por um profeta indígena americano. Smith afirma que esteve na presença com o Anjo Morôni, que lhe mostrou a localização das placas e foi prepará-lo para ser um Profeta da nova dispensação.
Em 6 de abril de 1830, no oeste de Nova York, Smith organizou a "A Igreja de Jesus Cristo dos Santos dos Últimos Dias". A igreja ganhou rapidamente numerosos seguidores visto que Smith era seu líder maior. No final de 1830, Smith recebeu uma revelação da "Cidade de Sião", uma cidade mencionada no Livro de Mórmon que seria no estado Missouri. Em outubro de 1830, ele enviou o seu presidente assistente, Oliver Cowdery, e outros, em uma missão para a área. Passando por Kirtland, em Ohio, os missionários converteram uma congregação dos Discípulos de Cristo, liderados por Sidney Rigdon, em 1831, quando Smith decidiu deslocar-se temporariamente de seus seguidores para Kirtland para comprar as terras na área do Missouri. Entretanto, a sede da igreja permaneceu em Kirtland de 1831 a 1838, e ali a igreja construiu o primeiro templo, o Templo de Kirtland, e continuou a crescer na adesão de membros, que passou de 680 a 17.881 santos dos últimos dias.
Enquanto o corpo principal da igreja estava em Kirtland, muitos dos seguidores de Smith tinham tentado estabelecer-se no Missouri, mas se reuniram com a resistência de outros que acreditavam que os santos dos últimos dias fossem abolicionistas, ou que desconfiavam das suas ambições políticas. Após a migração de outros mórmons para o Missouri, em 1838, uma escalada das hostilidades na Guerra Mórmon, no mesmo ano, culminaram com a expulsão dos membros da Igreja  dos santos dos últimos dias sob uma Ordem de Extermínio assinado pelo governador do Missouri.

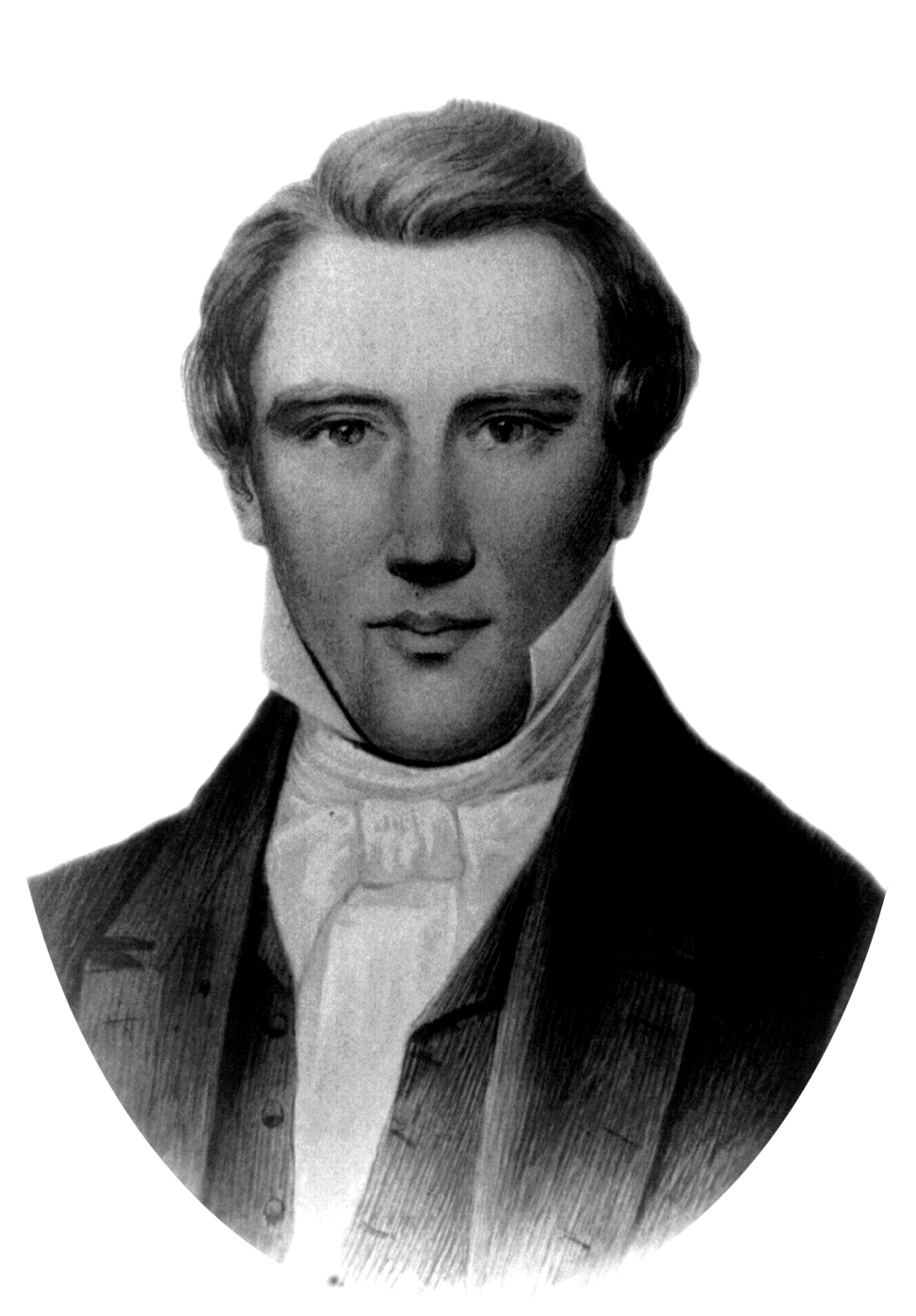
Joseph Smith, Jr., foi assassinado em Carthage, em 27 de junho de1844.

Depois do Missouri, Smith construiu a cidade de Nauvoo, em Illinois, como sede da nova igreja, e serviu como prefeito da cidade. Como líder da igreja, Smith também instituiu a então prática do casamento plural, e ensinou uma forma que ele chamou de "teodemocracia", a ser dirigido por um Conselho dos Cinquenta que o tinham ungido como líder desta teodemocracia. Parcialmente em resposta a estas tendências, em 7 de junho de 1844, um jornal chamado Nauvoo Expositor, editado por um dissidente mórmon, William Law, emitiu difamações e  críticas mordaz da poligamia e do governo teocrático de Nauvoo, incluindo uma chamada para a reforma da igreja baseada anteriormente nos princípios Mórmons. Considerando-se o papel a ser difamatórios, Smith e o conselho municipal de Nauvoo votaram para encerrar o papel como uma perturbação da ordem pública. As relações entre os membros da Igreja  e os moradores das comunidades vizinhas haviam sido tensas, e alguns deles instituíram acusações criminais contra Smith por traição. Smith se entregou à polícia em Carthage nas proximidades, Illinois, e enquanto sob custódia do Estado, ele e seu irmão, Hyrum Smith,  foram assassinatos brutalmente por uma turba de desordeiros antimórmons em 27 de junho de 1844 sem a proteção prometida pelas autoridades.
Após a morte de Smith, uma crise de sucessão seguiu. Essa crise ficou conhecida como Crise na sucessão do Movimento dos Santos dos Últimos Dias. Nesta crise, um número de líderes da Igreja fez campanha para liderar a igreja. A maioria dos adeptos aceitaram, em 8 de agosto de 1844, o argumento deBrigham Young, até então apóstolo sênior do Quórum dos Doze Apóstolos. Brigham Young argumentava que não poderia haver verdadeiro sucessor de Joseph Smith Jr., mas que os Doze tinham toda a autoridade necessária para conduzir os membros da igreja, e eram mais adequados para assumir esse papel. Mais tarde, os adeptos reforçaram suas reivindicações de sucessão ao referirem-se a uma reunião ocorrida em Março de 1844 em que Smith concedeu as "chaves do reino" para um grupo de membros, chamados de o Conselho dos Cinquenta, que incluía o Quórum dos Doze.

## Pioneiros mórmons

### Migração para Utah e colonização do Oeste

Mapa mostrando o êxodo da igreja mórmon para o oeste entre 1846 e 1869. Também são mostradas uma porção da rota seguida pelo Batalhão Mórmon e o caminho seguido pelas companhias de carrinhos de mão para a Trilha Mórmon.

Sob a liderança de Brigham Young, líderes da Igreja planejaram deixar Nauvoo em abril de 1846, mas em meio a ameaças da milícia estadual, eles foram obrigados a atravessar o rio Mississippi, no frio de fevereiro. Eles finalmente deixaram a região e deslocaram-se para a fronteira dos Estados Unidos com o México, onde hoje é Utah, onde eles fundaram a cidade de Salt Lake City.
Os grupos de santos dos últimos dias que deixaram o Illinois para irem viver no Utah tornaram-se conhecidos como pioneiros mórmons. Juntos, criaram um caminho fixo para Salt Lake City, conhecido como a "Trilha Mórmon". A chegada dos pioneiros mórmons no Vale de Salt Lake ocorreu em 24 de julho de 1847. Essa data é comemorada oficialmente pelo Estado de Utah como o Dia dos Pioneiros Mórmons.

Localização dos principais estabelecimentos SUD na América do Norte antes de 1890. Incluem-se as principais cidades originalmente fundada pelos colonizadores mórmons, que mais tarde abandonaram a área.

Grupos de convertidos dos Estados Unidos, no Canadá, na Europa e em outros lugares foram incentivados a se reunirem em Utah, nas décadas seguintes. Tanto a migração Mórmon original e subsequente conversão resultou em migrações de muitos sacrifícios e um bom número de mortes. Brigham Young organizou uma grande colonização do Oeste americano, com assentamentos mórmons que se estendiam do Canadá ao México. Cidades e territórios notáveis originaram-se de assentamentos mórmons , como San Bernardino (Califórnia), Las Vegas (Nevada), Phoenix (Arizona), além de pequenas cidades e comunidades de Idaho.

### Liderança inicial de Brigham Young
Após a morte de Joseph Smith, Brigham Young declarou que a Igreja deveria ser liderada pelo Quórum dos Doze Apóstolos. Mais tarde, após a migração para o Utah, Brigham Young foi apoiado como um membro da Primeira Presidência em 25 de dezembro de 1847, e depois como Presidente da Igreja em 8 de outubro de 1848.
Uma das razões que levaram os Santos a escolher a Grande Bacia como um lugar de resolução foi de que a área era na altura fora dos limites territoriais dos Estados Unidos. Grande parte dos mórmons, principalmente Brigham Young, procurava fugir da oposição política dos estados de Missouri e Illinois. No entanto, no Tratado de 1848, o México cedeu a área para os Estados Unidos. Como resultado, Brigham Young enviou emissários de Washington, D.C., com a proposta de criar um Estado vasto, chamado de Deseret, do qual Brigham Young seria naturalmente o primeiro governador. Em vez disso, o Congresso criou um território muito menor do proposto, em 1850, o qual chamaram de Utah. Brigham Young foi nomeado governador em 1851. Devido a sua posição religiosa, era comum que Brigham Young convivesse com uma oposição forte entre os colonos não-mórmons da época.
Para a maior parte do século XIX, a Igreja SUD manteve um sistema de tribunais eclesiásticos mórmons paralelo aos tribunais federais e estaduais. Utilizavam o sistema exclusivamente para as questões civis, ou a disciplina da Igreja.

### A reforma mórmon
Em 1856-1858, a Igreja passou por aquilo que é comumente chamado de "Reforma Mórmon". Em 1855, a seca assolou o território em florescimento. Pouca chuva caiu durante a época. Uma infestação de gafanhotos e grilos destruíram todo o plantio feito pelo colonos mórmons, que conseguiram salvar pouquíssima parte do que seria a colheita. Durante o inverno de 1855-1856, farinha e outras necessidades básicas eram muito raros e muito caros na região.
Em setembro de 1856, com a continuação da seca e as dificuldades do ano anterior, ocorreu a explosão da intensa procura por derivados do trigo. Jedediah M. Grant, um conselheiro na Primeira Presidência e muito conhecido  na comunidade, pregou três dias de sermões para o povo de Kaysville, em Utah. Após os serões de Jedediah M. Grant, os líderes da Igreja viajaram por todo o território, expressando sua preocupação com os sinais de decadência espiritual dos membros. Membros foram convidados para selar a sua dedicação com o rebatismo. Dentre a decadência espiritual dos santos dos últimos dias, Brigham Young revelou:
| “ | Eu sei que há os transgressores, mas quero que eles saibam que há a oportunidade do perdão, que, possuem a única oportunidade e, se a negarem, seria como implorar que seus irmãos derramem o seu sangue. O fumo pode ascender a Deus como oferenda para aplacar a ira que se acendeu contra eles, e que o direito possa ter seu curso. | ” |

Embora essa crença nunca tenha sido amplamente aceita pelos membros da Igreja, tornou-se parte da imagem pública da igreja na época e foi ridicularizado nos jornais locais, juntamente com a prática da poligamia. O conceito era frequentemente criticado por muitos mórmons e, eventualmente, repudiou como doutrina oficial da Igreja pela Igreja Mórmon em 1978. No entanto, críticos modernos da igreja e escritores populares por vezes atribuem uma doutrina formal da expiação de sangue para a Igreja, a confusão de alguns membros da era moderna.
No decorrer das reuniões especiais de Inverno, os Mórmons recebiam ensinamentos que davam ênfase à prática do casamento plural, a adesão a Palavra de Sabedoria, o comparecimento às reuniões da igreja, e oração pessoal. Em 30 de dezembro de 1856, todo o legislador territorial Mórmon foi rebatizado para a remissão de seus pecados, e confirmado pelas mãos dos Doze Apóstolos.

### Guerra de Utah e massacre de mountain meadows
Em 1857-1858, a igreja estava envolvida em um conflito, sem derramamento de sangue, com o governo americano, intitulado de Guerra de Utah. Os colonos e o governo dos Estados Unidos lutaram por hegemonia sobre a cultura e o governo do território. As tensões sobre a Guerra de Utah (e possivelmente outros fatores) resultaram em colonos e (aparentemente) os índios no sul de Utah massacrando um vagão de trem do Arkansas, conhecido como Massacre de Mountain Meadows. O resultado da Guerra de Utah foi o êxito do governo americano, que indicou Alfred Cumming como novo governador do território, substituindo Brigham Young. O presidente na época era James Buchanan.

### Morte de Brigham Young
Anos mais tarde, Brigham Young iniciou uma intensa cooperativa entre os santos dos últimos, a fim de recuperar a decadência da economia na região do Vale Salgado. Os membros trabalhavam na cooperativa e todo o lucro era dividido igualmente, de acordo com o número de integrantes de cada família.
Brigham Young morreu em 1877, de causas naturais, na Casa de Leão, construída por ele e outros pioneiros mórmons em 1856.

### Poligamia
Durante várias décadas, a poligamia foi pregada como lei divina. Brigham Young, o profeta da igreja na época, tinha uma única esposa, assim como muitos outros líderes da igreja. Esta prática precoce de poligamia causou conflito entre os membros da igreja e toda a sociedade americana. Em 1854, o Partido Republicano referiu-se à poligamia e a escravidão como as relíquias "gêmeas da barbárie". Em 1862, o Congresso Americano promulgou a Antibigamia Morrill Act, assinado por Abraham Lincoln, que fez tornou a bigamia um crime nos territórios, com pena de 500 dólares de multa ou cinco anos de prisão. A lei também permitiu o confisco dos bens da igreja, sem compensação. No entanto, esta lei não foi aplicada, por parte da administração de Lincoln. Além disso, como os casamentos poligâmicos mórmon eram realizados em segredo, era difícil de provar-se quando um casamento polígamo havia sido feito. Nesse intervalo, o Congresso estava preocupado com a Guerra Civil Americana.
Em 1874, após a guerra, o Congresso aprovou a Lei Poligâmica, que transferiu a jurisdição sobre os casos aos procuradores federais e dos tribunais. Além disso, a lei foi confirmada em 1878 pela Suprema Corte dos Estados Unidos. O Congresso tornou-se ainda mais agressivo contra a poligamia em 1882. Em 1887, o Congresso aprovou o Ato Edmunds-Tucker, que permitiu que todos os polígamos americanos fossem presos.
A liderança da igreja terminou oficialmente a prática da poligamia em 1890, baseado em uma revelação para Wilford Woodruff, chamado de Manifesto de 1890.

## Era moderna (após 1890)
A era moderna da Igreja começou logo depois da renúncia da mesma à poligamia em 1890. Antes do Manifesto de 1890, os líderes da igreja haviam sido escondidos, muitos assuntos eclesiásticos havia sido negligenciados, e a organização própria da igreja havia sido desincorporada. Com a redução da pressão federal oferecida pelo Manifesto, no entanto, a Igreja começou a restabelecer as suas instituições.

### Segundo manifesto
O Manifesto de 1890 não foi, em si, o suficiente para eliminar a prática de novos casamentos plurais, pois continuaram a ocorrer na clandestinidade, principalmente com a aprovação da Igreja e da autoridade. Além disso, a maioria dos polígamos Mórmons continuaram a coabitar com suas esposas polígamas. Líderes mórmons, incluindo Woodruff, sustentou que o Manifesto foi uma oportunidade temporária destinada a permitir a obtenção de menos perseguição, e que em alguma data futura, a prática seria totalmente abolida. No entanto, o Manifesto de 1890 não foi suficiente para convencer a sociedade norte-americana de que a Igreja havia cessado os casamentos plurais. Assim, em 1896 iniciou-se uma grande campanha promovida pela Igreja para convencer a opinião pública americana de que os líderes mórmons abandonaram a poligamia e destinam-se a ficar fora da política.
Apesar de ser admitido nos Estados Unidos, Utah inicialmente foi vencido em ter seus representantes eleitos e senadores sentados no Congresso dos Estados Unidos. Em 1898, Utah elegeu B.H. Roberts como autoridade-geral do Estado na Câmara dos Representantes. Roberts, no entanto, perdeu sua vaga por estar praticando a poligamia. Em 1903, o legislador de Utah, Reed Smoot, também uma autoridade mórmon, assumiu a vaga somente depois de provar sua monogamia. De 1904 a 1907, o Senado dos Estados Unidos realizou uma série de audiências no Congresso a respeito de Reed Smoot. Eventualmente, o Senado assegurou a vaga de Reed Smoot e lhe permitiu o voto. Em resposta a essas audiências, o Presidente da Igreja, Joseph F. Smith, emitiu um segundo manifesto negando que qualquer pós-casamentos havia sido realizado pela Igreja, e anunciando que aqueles que realizassem casamentos plurais seriam excomungados.
O segundo manifesto não anulou os casamentos plurais existentes dentro da igreja. A Igreja tolerou os poucos casamentos polígamos que se mantiveram até 1930. No entanto, eventualmente, a igreja adotou uma política de excomungar os membros encontrados praticando a poligamia e, hoje, procura distanciar-se ativamente de grupos de mórmons fundamentalistas que continuam a praticar a poligamia. Em tempos modernos, os membros da religião mórmon não praticam a poligamia. Se uma pessoa se torna viúva, eles não estão autorizados a ser casados obrigatoriamente com outra pessoa. Eles podem ser casados pela lei, mas não selados no templo.

### Envolvimento Mórmon na política

#### Movimento de mulheres
Em 1870, o Território de Utah se tornou uma das primeiras organizações políticas a conceder às mulheres o direito de voto, um direito que o Congresso Americano revogou em 1887, como parte do Ato Edmunds-Tucker.
Como resultado, um número notável de mulheres SUD, defensoras dos direitos das mulheres, se organizaram. Destaca-se a jornalista mórmon Emmeline Blanch Wells, editora do Expoente da Mulher, um jornal feminista de Utah. Emmeline Wells, que foi tanto uma feminista quanto uma praticante da poligamia, escreveu oralmente em favor do papel da mulher no processo político e no discurso público. Líderes do movimento nacional de mulheres, no entanto, apoiaram a posição progressista de Utah sobre os direitos das mulheres e a posição da Igreja sobre a poligamia.
Em 1890, após a igreja oficialmente renunciar à poligamia, os líderes do movimento feminista americano começaram a apoiar o feminismo em Utah mais diretamente, e em 1891, Utah sediou a Conferência do Sufrágio das Montanhas Rochosas, em Salt Lake City, com a presença de líderes nacionais, tais como a feminista Susan B. Anthony e Anna Howard Shaw. A Associação de Mulheres, que tinha sido formada em 1889 como um ramo da American Woman (que em 1890 tornou-se a National American Woman Sufragio Association), era então bem sucedido ao exigir que a constituição do nascente Estado de Utah emancipa-se as mulheres. Em 1896, o Utah tornou-se o terceiro Estado americano a conceder às mulheres o direito de voto.

#### Os Mórmons e o debate nacional sobre o socialismo e o comunismo
O Mormonismo teve um relacionamento misturado com o socialismo em suas variadas formas. Nos primeiros dias do mormonismo, Joseph Smith Jr. tinha estabelecido uma forma de comunitarismo cristão, uma ideia que tornou-se popular durante o Segundo Grande Despertar, combinado com um movimento em direção a teocracia. Os Mórmons se referem a esta forma de comunitarismo teocrático como a ordem unida, ou a lei da consagração. Embora curta, durante a vida de Joseph Smith Jr., a Ordem Unida de Enoque (atualmente chamada de Lei da Consagração pela Igreja SUD) foi restabelecida:  em várias comunidades de Utah durante a liderança política teocrática de Brigham Young.
Além do socialismo religioso, muitos mórmons em Utah foram receptivos ao movimento secular socialista, que começou nos Estados Unidos durante a década de 1890. Durante os anos 1890 e 1920, o Partido Social Democrata de Utah, que se tornou parte do Partido Socialista da América em 1901, elegeu cerca de 100 socialistas para órgãos do Estado. Cerca de 40% dos socialistas de Utah eram mórmons.
Enquanto o socialismo religioso e secular ganhou alguma aceitação entre os mórmons, a igreja foi mais cautelosa sobre o comunismo marxista, por causa de sua associação com a revolução violenta. Desde a época de Joseph Smith Jr., a igreja havia tomado uma visão favorável sobre a Revolução Americana e da necessidade, às vezes violentamente para derrubar o governo. Assim, em 1917, após a Revolução Russa, o apóstolo mórmon David O. McKay disse inicialmente em uma audiência na conferência geral de que "É como se a Rússia tivesse um governo do povo, e para o povo." (7 de abril de 1917 Relatório da Conferência).

## Reformas institucionais
Na década de 1890, logo após o Manifesto de 1890, a Igreja SUD estava em uma condição financeira terrível. A denominação estava se recuperando de repressão norte-americana sobre a poligamia e tinha dificuldade em recuperar bens que foram confiscados durante rusgas a poligamia. Entretanto, houve uma recessão nacional no início de 1893. Ao final de 1890, a igreja possuía cerca de US 2 milhões em dívidas e estava em estado de falência. Em resposta, Lorenzo Snow, o então presidente da Igreja, realizou uma campanha para aumentar o pagamento do dízimo, do qual menos de 20% do membros realizavam o mandamento. Após uma visita a St. George, Utah, Lorenzo Snow realizou uma campanha vigorosa na cidade para que os membros cooperassem financeiramente para o pagamento das dívidas da Igreja. Como resultado da vigorosa campanha de Snow, o pagamento do dízimo aumentou consideravelmente de 18,4% em 1898 para um eventual pico de 59,3% em 1910.